# Patricia Mather
Patricia Mather (nacida Kott; Perth, Australia, 12 de diciembre de 1925-Brisbane, Australia, 4 de enero de 2012) fue una bióloga marina, zoóloga, taxónoma y curadora australiana, conocida por sus investigaciones en ascidias.
Nació en Australia Occidental, donde también se educó.
En su extensa carrera científica, publicó 150 artículos científicos (bajo su nombre de soltera, Patricia Kott), describiendo 500 nuevas especies, recibiendo muchos premios y membresías, incluso fue hecha oficial de la Orden de Australia, y contribuyó significativamente a la política científica y ambiental. Fue máxima publicación: "Australian Ascidiacea" (en cuatro partes, entre 1985 a 2001).

## Obra

### Algunas publicaciones
- Kott, P. 1969. "Patricia+Mather"&hl=es-419&sa=X&ved=0ahUKEwi8_f72nf_gAhWoErkGHTeHBGsQ6AEIMDAB#v=onepage&q&f=false Antarctic Ascidiacea: Monographic Account of the Known Species Based on Specimens Collected Under U.S. Government Auspices, 1947-1965, v. 13. Edición ilustrada de Am. Geophysical Union, 239 p. ISBN 0875901131, ISBN 9780875901138

- Kott, P. 1985. The Australian Ascidiacea Part I, Phlebobranchia and Stolidobranchia. Memoirs of the Queensland Museum, 23: 1–438.

## Abreviatura (zoología)
La abreviatura Mather  se emplea para indicar a Patricia Mather como autoridad en la descripción y taxonomía en zoología.